# 16759 Furuyama
16759 Furuyama è un asteroide della fascia principale. Scoperto nel 1996, presenta un'orbita caratterizzata da un semiasse maggiore pari a 2,7417286 au e da un'eccentricità di 0,1625020, inclinata di 4,48874° rispetto all'eclittica.
L'asteroide è dedicato all'astronomo amatoriale giapponese Shigeru Furuyama.